# Узденов, Солтан Джашарбекович
Солтан Джашарбекович Узденов (родился 9 октября 1997, Кызыл-Октябрь, Зеленчукский район, Карачаево-Черкесия, Россия) — российский политический деятель, член партии «Единая Россия», депутат Государственной думы VIII созыва с 2023 года от партии «Единая Россия». Был избран на дополнительных выборах 10 сентября 2023 года. До этого был депутатом городской думы Черкесска (с 2022 года).

## Биография
Солтан Узденов родился 9 октября 1997 года в ауле Кызыл-Октябрь Зеленчукского района Карачаево-Черкесии в семье Джашарбека Узденова. В 2015 году он поступил в Московский государственный университет на экономический факультет, в 2019 году окончил бакалавриат, в 2021 — Московскую школу экономики МГУ.
В сентябре 2021 года отец Солтана Узденова был избран депутатом Госдумы от партии «Единая Россия» по Карачаево-Черкесскому одномандатному избирательному округу № 16.
В 2022 году Солтан участвовал в выборах депутатов думы Черкесска 6-го созыва. Он баллотировался в составе списка «Единой России» под номером 19, являясь на тот момент индивидуальным предпринимателем. «Единая Россия» получила 67,46 % голосов и 23 мандата из 33; в результате Узденов стал депутатом. В декабре 2022 года он стал ещё и членом Палаты молодых законодателей при Совете Федерации.
23 апреля 2023 года отец Солтана Узденова умер. 10 сентября того же года состоялись дополнительные выборы по его одномандатному округу, в которых Узденов-младший участвовал как кандидат «Единой России». Он получил 71,16 % голосов и стал депутатом Госдумы. Вошёл в состав комитета по экологии, природным ресурсам и окружающей среде.